# Логиня, Йозеф
Йо́зеф Логиня (чеш. Jozef Lohyňa, словац. Jozef Lohyňa; 13 апреля 1963, Злате-Моравце, ЧССР) — чехословацкий, словацкий борец вольного стиля, чемпион и призёр чемпионатов мира, многократный призёр чемпионатов Европы, бронзовый призёр Олимпийских игр 1988 года. Первый и единственный чехословацкий чемпион мира по вольной борьбе.

## Спортивные результаты
- Чемпион мира (1990), серебряный призёр чемпионата мира (1991), бронзовый призёр чемпионата мира (1986).
- Серебряный призёр чемпионата Европы (1989), бронзовый призёр чемпионатов Европы (1984, 1986, 1994, 1998).
- Бронзовый призёр Олимпийских игр 1988 года.

Также выступал на Олимпийских играх 1992 года (5 место) и Олимпийских играх 1996 года (4 место).
На Играх 1988, 1992 годов выступал в составе команды Чехословакии. На церемонии открытия Олимпийских игр 1992 года был знаменосцем команды Чехословакии.

На Играх 1996 года выступал в составе команды независимой Словакии. На церемонии открытия Олимпийских игр 1996 года был знаменосцем команды Словакии.
- Победитель турнира «Гран-при» FILA (1988).
- Победитель I Международного турнира на призы Ивана Ярыгина (1990).
- Серебряный призёр чемпионата мира среди юниоров (1983).

## Признание
- В 1990 году был признан спортсменом года в Чехословакии.
- По случаю празднования 100-летия словацкой борьбы Федерацией борьбы Словакии был объявлен лучшим словацким борцом XX века.[3]
- Медаль Президента Словацкой Республики (3 мая 2013 года)[4].

## Видео
- Чемпионат мира 1990, вольная борьба, до 82 кг, финал: Йозеф Логиня (Чехословакия) — Ройс Элджер (США)
- Чемпионат мира 1991, вольная борьба, до 82 кг, финал: Йозеф Логиня (Чехословакия) — Кевин Джексон (США)